# Partit dels Petits Grangers
Partit dels Petits Grangers (finès Pienviljelijäin ja maalaiskansan puolue, PMP) fou un partit polític finlandès fundat a Seinäjoki el 20 de desembre de 1936 com a resultat de la unificació del Partit dels Petits Propietaris de Finlàndia (SPP), del Partit Popular de Finlàndia i la Lliga Central dels Comitès de Recessió. Eino Yliruusi fou nomenat cap del nou partit. El seu programa era força populista, i a causa de la retòrica del seu líder i la seva actitud durant la guerra fou considerat d'esquerres. Algunes de les seves seccions van mantenir contactes amb el Partit Comunista de Finlàndia, qui pretenia formar un Front Popular amb altres formacions afins. Els seus òrgans eren Pienviljelijä i Suomen Pohjanmaan Sana.
Durant la Guerra d'Hivern va criticar la política proalemanya del govern, i com a resultat els òrgans del partit foren clausurats el 1939. El 1941 tots els diputats abandonaren el partit i el seu cap, Eino Yliruusi, va ingressar a la Lliga Agrària.

## Resultats electorals

### Eleccions parlamentàries
| Any  | Vots   | %     | Escons  | +/- |
| ---- | ------ | ----- | ------- | --- |
| 1939 | 27 783 | 2,14% | 2 / 200 | Nou |
| 1945 | 20 061 | 1,18% | 0 / 200 | 2   |
| 1948 | 5 378  | 0,29% | 0 / 200 | =   |
| 1951 | 4 964  | 0,27% | 0 / 200 | =   |
| 1954 | 1 040  | 0,05% | 0 / 200 | =   |

### Eleccions presidencials
| Any  | Electors | Vots | %     |
| ---- | -------- | ---- | ----- |
| 1950 | --       | 689  | 0,04% |